# 吴桐仁
吳桐仁（？—？），字靜山，安徽廬州府合肥縣長臨河人，中华民国军事将领。

## 生平
1914年，张广建出任甘肃都督。离开北京赴任前，段祺瑞向张广建推荐了甘肃当地的军事学校出身的青年吴仲英，以及两位淮军宿将吴攀桂、吴桐仁。张广建到任后，以吴仲英为军务厅厅长，并将自己带到西北筹边的一个混成旅扩编为新建左右两军，任命吴攀桂为左军统领，驻省城兰州拱星墩一带，以吴桐仁为右军统领，驻临洮。
民国9年（1920年），新建右军统领吴桐仁任秦州镇总兵，率2个营驻防天水。民國9年（1920年）3月30日，正任秦州镇总兵吴桐仁被任命为肅州鎮守使。吴桐仁未到任前，著张永桂暂行署理。1924年1月19日，吴桐仁获授将军府质威将军。
1925年，因为斥责肃州镇守使旲桐仁施行苛政，医生高金城被吴桐仁投入监狱，准备杀害。此事激起当地群众愤慨，吴桐仁乃未敢加害高金城。时逢冯玉祥部国民军入甘肃，将高金城从狱中救出。高金城随后应冯玉祥之邀，赴郑州任国民军伤兵医院院长。